# Фюрюмарк, Арне
Арне Фюрюмарк, швед. Arne Furumark (26 сентября 1903, Норвегия — 6 октября 1982, Уппсала) — шведский археолог-классицист родом из Норвегии, исследователь Эгейской культуры и бронзового века Кипра.

## Биография
Фюрюмарк был специалистом по искусству и керамике позднеэлладского периода материковой Греции. Его основная работа по хронологии микенской керамики вышла в 1941 г. в 2 томах. В ней он структурировал керамический материал по формальным признакам керамических сосудов. Рассматривая человеческую культуру как довольно инертное явление, он верил в то, что изменения происходят поэтапно, и эти этапы хорошо отражаются в материиальной культуре. До настоящего времени его труд является стандартным для изучения микенской керамики, а определённые им типы керамики (№ 1 — 333) до сих пор используются археологами всего мира для описания минойской и микенской керамики.
По окончании Второй мировой войны в своей книге Det Äldsa Italien он наметил основные проблемы исследования доримской истории Италии. В 1947 и 1948 гг. он провёл раскопки на Кипре (Синда), результаты которых опубликовал в 2003 г. Чарльз Адельман (Charles M. Adelman). В 1950 г. он опубликовал объёмистую статью «Поселение Ялисос и эгейская история около 1550—1400 гг. до н. э.» (журнал Opuscula Archaeologica). С 1952 г. — профессор археологии в Уппсальском университете. Одним из первых воспользовался в своих исследованиях успешными результатами дешифровки линейного письма B, которую осуществил Майкл Вентрис. В 1956/1957 гг., наряду со своей профессорской работой в Уппсале, был также директором Шведского института в Афинах. В 1962—1963 гг. провёл очередные раскопки на Кипре. С 1970 г. в отставке.

## Сочинения
- The Settlement at Ialysos and Aegean History c. 1550—1400 B.C. In: Opuscula Archaeologica. Band 6, 1950, S. 150—271.
- The Chronology of Mycenaean Pottery. Kungl. Vitterhets, historie och antikvitets akademien, Stockholm 1941. Neuauflage als: Mycenaean Pottery. Band 1: Analysis and Classification. Acta Instituti Atheniensis Regni Sueciæ, Astrom 1972 und 1992.
- The Mycenaean Pottery, Analysis and Classification. Kungl. Vitterhets, historie och antikvitets akademien, Stockholm 1941. Neuauflage als: Mycenaean Pottery. Band 2: Chronology. Acta Instituti Atheniensis Regni Sueciæ, Astrom 1972 und 1992.
- mit Charles M. Adelman: Swedish Excavations at Sinda, Cyprus: Excavations Conducted by Arne Furumark 1947—1948. Paul Åströms Förlag, Stockholm 2003.

## О нём
- Arne Furumark dedicata. Acta Instituti Atheniensis Regni Sueciae Series in quarto. Opuscula Atheniensia Band 8, 1968.
- Robin Hägg: Furumark, Arne. In: Nancy Thomson de Grummond (Hrsg.): Encyclopedia of the History of Classical Archaeology. Greenwood Press, Westport (CT) 1996, S. 476.